# Juan Luis Marén
Juan Luis Marén Delís (ur. 20 marca 1971 w Santiago de Cuba) – jeden z najwybitniejszych kubańskich zapaśników w stylu klasycznym. Trzykrotny medalista olimpijski. Srebrny z Atlanta 1996 i Sydney 2000, brązowy z Barcelony 1992. Trzynaste miejsce w Atenach 2004 w wadze 66 kg. Dziesięciokrotny uczestnik Mistrzostw Świata, dwukrotny medalista (1991,93). Cztery razy złoty medal na Igrzyskach Panamerykańskich (1991,95,2000,03). Dziesięć razy był najlepszy na Mistrzostwach Panamerykańskich a trzykrotnie na Igrzyskach Ameryki Środkowej i Karaibów. Mistrz Ameryki Centralnej z 1990 roku.
Triumfator Pucharu Świata w 1992 i 1995; trzeci w 1996 roku.